# Oison
Oison är en kommun i departementet Loiret i regionen Centre-Val de Loire strax norr Frankrikes mitt. Kommunen ligger i kantonen Outarville som tillhör arrondissementet Pithiviers. År 2022 hade Oison 122 invånare.

## Befolkningsutveckling
Antalet invånare i kommunen Oison
| Referens: INSEE |